# Yes California
Yes California — американский политический комитет, выступающий за отделение штата Калифорния от США. Основан 21 ноября 2016 года Луи Маринелли.
Организация агитирует за включение в список голосования 2018 года вопроса о проведении плебисцита по отделению Калифорнии от США. В январе 2017 года управление делами шт. Калифорния дало согласие на организацию сбора подписей под петицией за вынесение вопроса на голосование. В апреле 2017 года организация прекратила свою кампанию, заявив, что предложение требует пересмотра. 10 сентября 2020 года им снова разрешили собирать подписи под петицией.